# Perry le fantastique
Perry le fantastique est une série allemande adaptant en bande dessinée la célèbre saga de science-fiction des aventures de Perry Rhodan. Elle fut publiée en France par l'éditeur de Petit format Jeunesse et Vacances dans une adaptation très libre par rapport aux romans d'origine.

## La revue
Perry le Fantastique : 12 numéros d'août 1975 à décembre 1976 au format 18x26 cm.
1. La planète Medusa (La planète Medusa - Atlan, les derniers jours d'Atlantis - Les Millies arrivent!)
2. Le super-mutant (L'esprit de l'espace - Atlan au royaume des ombres - Le super mutant)
3. Vers d'autres univers (Vers d'autres univers - Atlan, la porte sur le surmonde - Il y a 1000 ans)
4. Le château des savants fous (Le château des savants fous - Atlan, la vallée des mutants - La deuxième planète)
5. La cité irradiante (La cité irradiante - Atlan, l'immortel solitaire - Cosmos an 2200)
6. Les statisticiens de l'univers (Les statisticiens de l'univers - Atlan, l'immortel solitaire - Une prodigieuse épopée)
7. Un monde de métal (Un monde de métal - Atlan, la vallée des hommes de pierre - Cosmos an 2200, duel dans l'espace)
8. La planète de cristal (La planète de cristal - Atlan, la plante de la mort - Cosmos an 2200, espions du futur)
9. Le maître des eaux (Le maître des eaux - Atlan, quand Ieks s'éveille - Cosmos an 2200, une curieuse histoire)
10. Le Crest est prisonnier (Le Crest est prisonnier - Atlan, l'homme noir de Stonehenge - Cosmos an 2200, la grande mutation)
11. Le dévoreur d'énergie (Le dévoreur d'énergie - Atlan, le secret de l'ile de Pâques - Cosmos an 2200, les habitants du futur)
12. L'avertissement de l'immortel (L'avertissement de l'immortel - Atlan, le dieu impitoyable - Cosmos an 2200, satellites frontières)

NB : Le n° 13 annoncé au dos du n° 12 (avec la couverture) n'est jamais paru ! 

## La version originale et les auteurs
En Allemagne, la revue s'appelait Perry Unser Mann im All. Il y eut 129 numéros que l'on peut scinder en deux grandes périodes :
- n° 1 à 36 : Les épisodes sont signés par William Voltz et Hans Kneifel pour le scénario et par Kurt Caesar pour le dessin. Cette période est inédite en France.
- n° 37 à 129 : Le style change pour devenir plus pop-Art. Les scénarios sont signés par Bernd Kling du n° 37 à 46, puis par Dirk Hess pour les suivants. Pour le dessin, c'est le studio italien Giolitti qui s'en charge avec d'abord Giorgio Cambiotti, puis Massimo Belardinelli à partir du n° 106. Belardinelli dessinant également les histoires secondaires mettant en scène Atlan. Les épisodes français démarrent au n° 37 sans aller jusqu'au bout de la saga.

NB : Les épisodes n° 1 à 16 ont été réédités en Allemagne.

## Cosmos an 2200
Chaque numéro de la revue se termine par une vingtaine de pages de la série de science-fiction Cosmos an 2200. D'abord publiée dans une dizaine de journaux de la presse quotidienne régionale, cette série a pour dessinateur Fernando Fusco, pour scénariste Claude Vaincourt et pour conseiller scientifique Jacques Bergier (ami de Walter Ernsting (Clark Darlton) depuis sa présidence du 1er Festival du film de Science-fiction de Trieste en 1963, celui-ci lui dédie son roman (hors saga) Le jour où moururent les dieux en 1975, permet la publication de son article sur la propulsion interstellaire dans l'œuvre rhodanienne dans le 1er bulletin Perry Rhodan Report allemand de 1976... et lui confie même le commandement d'une barge de ravitaillement stellaire dans La Métamorphose du molkex en 1964!).
Les 1002 bandes de la série (2 par page de "Perry") semblent avoir été intégralement publiées, à partir de 1963, dans "Les dernières nouvelles d'Alsace" et dans "La République du Centre". Il y eut aussi une parution dans le petit format Atoll (revue).